# 北倫達省
北隆达省位於安哥拉東北端，與南倫達省及馬蘭哲省等省份及剛果民主共和國相鄰。